# George Samuel Parsons
George Samuel Parsons (1783 - 20 de enero de 1854) fue un comandante de la Marina Real Británica. Participó en varias acciones con Lord Nelson y fue autor de unas Nelsonian Remiscences.

## Biografía
Ingreso en la armada en 1795 como voluntario de primera clase a bordo de la Barfleur de 98 cañones, del capitán J. B. Dacres, bajo las órdenes de quien luchó en la Segunda Batalla del cabo de San Vicente, el 14 de febrero de 1797.
En abril de 1798, es trasladado al Foudroyant de 80 cañones; y en esa nave actuaba como guardiamarina del Señales de Lord Nelson en la captura el 18 de febrero de 1800 de Le Généreux de 74 cañones, y de la Ville de Marsella buque de transporte armado.
Nuevamente transferido a la Le Guillaume Tell de 84 cañones, nave insignia del contralmirante Decres, partieron el 31 de mayo.
Durante la expedición a Egipto, fue oficial al mando de Lord Keith, y tenía el comando de una cañonera en el lago Mareotis al sur de Alejandría. El 6 de agosto de 1801 lo designado teniente temporario de El Carmen, en la cual, a fines del mismo año, volvió con Sir Sidney Smith a Inglaterra.
Por sus servicios en Egipto Parsons recibe del gobierno turco una medalla de oro.
Es confirmado como teniente, el 25 de marzo de 1802, en el Batavier; y designado posteriormente en 1803 al Ganges de 74 de cañones, empleado de las costas de Irlanda y de España.
El 3 de febrero de 1805 es el primer teniente de la balandra del Racoon en las Indias Occidentales, en las cuales, en el Elk, sirvió en el bloqueo de Santo Domingo y Curaçoa, y luchó contra once cañoneras en la Principal Española. En febrero de 1806 es asignado al Malabar de 74 de cañones con destino a su hogar. En septiembre fue designado al Texel de 64 de cañones, el buque insignia de Vicealmirante James Vashon en Leith; en 1807 al Orion de 74 de cañones, parte de la fuerza empleada en el [Segunda Batalla de Copenhague|segundo ataque contra Copenhague entre 16 de agosto y el 5 de septiembre de 1807 en la participan Sir Home Riggs Popham y Arthur Wellesley.
En 1809 es asignado a la Valiant de 74 de cañones, al cual se le ordenó interceptar un convoy de los Caminos Vascos; y contribuyó a la captura de la fragata de Cannonière de 40 cañones, cargada con los escombros de los premios principales que los franceses habían tomado en Indias Orientales durante los tres años anteriores.
Por su estado de salud quedó a media paga en diciembre de 1810. No fue reempleado nuevamente hasta el 1 de noviembre de 1841, cuando lo designaron agente del Ministerio de Marina a bordo de un recipiente del vapor del correo. 
En 1843 publicó un trabajo interesante titulado las "Reminiscencias de Nelsonianas”, que contiene otros detalles de su propia carrera.
Se casó en 1812, y tuvo una familia numerosa.
El 20 de enero de 1854 en Holt-hill, Cheshire, Inglaterra, a la edad de 71 años
- Datos: Q5877928